# کرود باستر
کرود باستر (انگلیسی: Crude Buster) یک بازی ویدئویی در سبک بیتم آپ و سکوبازی است که در سال ۱۹۹۱ و در پلت‌فرم‌های بازی آرکید و سگا مگا درایو منتشر شده است.